# Пітер Фонда
Пітер Фонда (англ. Peter Fonda; 23 лютого 1940, Нью-Йорк — 16 серпня 2019, Лос Анджелес) — американський актор, кінорежисер, сценарист, продюсер, син актора Генрі Фонди, брат актриси Джейн Фонди та батько актриси Бріджит Фонди. Дворазовий володар премії «Золотий глобус», тричі номінувався на премію «Оскар».

## Вибіркова фільмографія
- 1969 — Безтурботний їздець / Easy Rider
- 1976 — Загін вбивць / Killer Force
- 1978 — Круті водії / High-Ballin'
- 1993 — Смертельне падіння / Deadfall
- 1994 — Любов і кольт 45-го калібру / Love and a .45
- 1996 — Втеча з Лос-Анджелеса / Escape from L.A.
- 1997 — Золото Улі / Ulee's Gold
- 2005 — Наднова / Supernova
- 2007 — Реальні кабани / Wild Hogs
- 2007 — Примарний вершник / Ghost Rider
- 2007 — Потяг до Юми / 3:10 to Yuma
- 2008 — Подорож до центру Землі / Journey to the Center of the Earth
- 2008 — Подорож до центру Землі; телефільм / Journey to the Center of the Earth
- 2009 — Святі з нетрів 2: День всіх святих / The Boondock Saints II: All Saints Day
- 2010 — Американські бандити: Френк і Джессі Джеймс / American Bandits: Frank and Jesse James